# Panika na Love Parade w Duisburgu

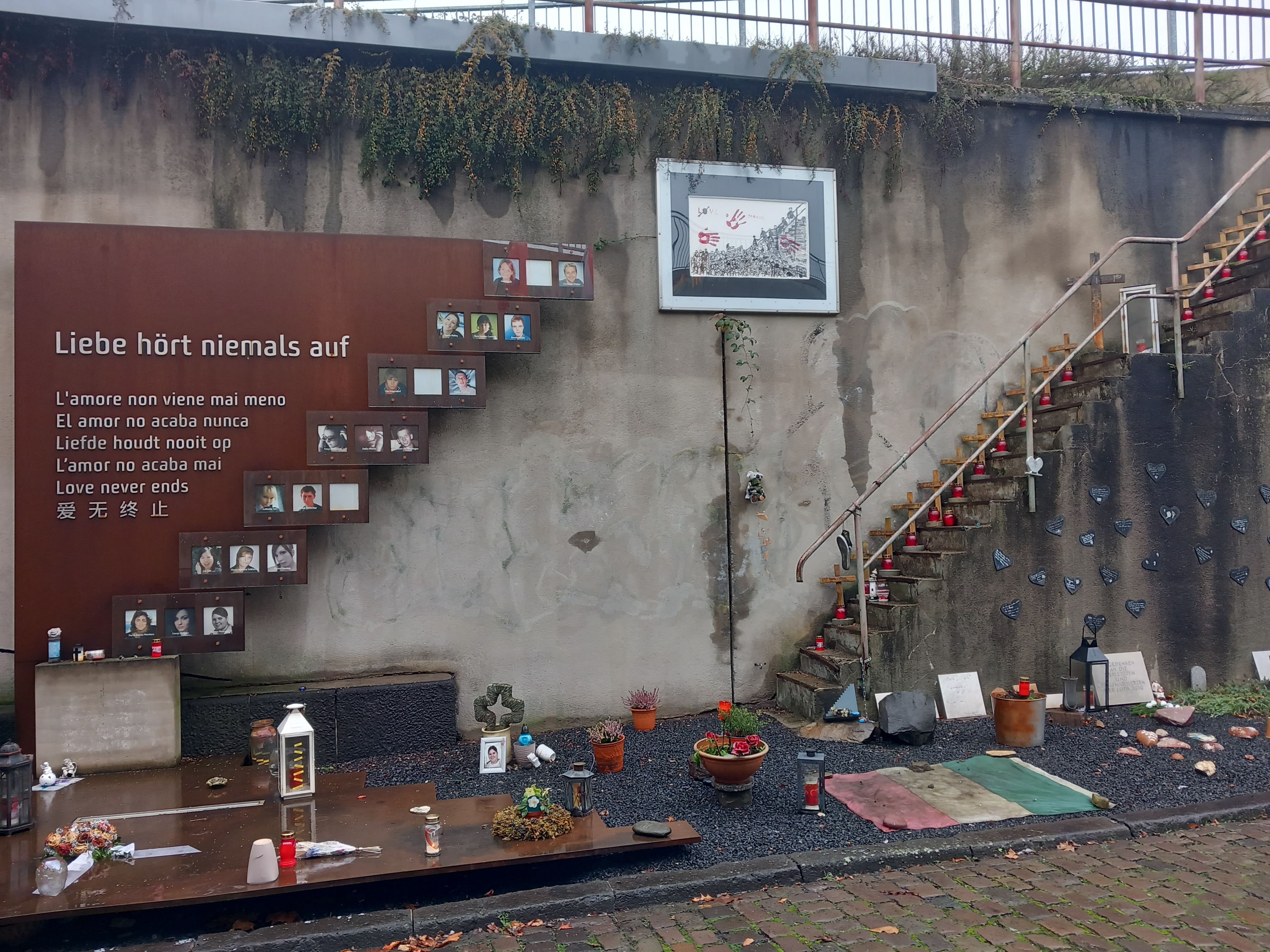
Duisburg, 19 grudnia 2022, Love Parade w Duisburgu

Panika na Love Parade w Duisburgu – miała miejsce 24 lipca 2010 roku w Duisburgu, w zachodnich Niemczech podczas festiwalu Love Parade. W następstwie paniki zginęło 21 osób, a 511 zostało rannych.

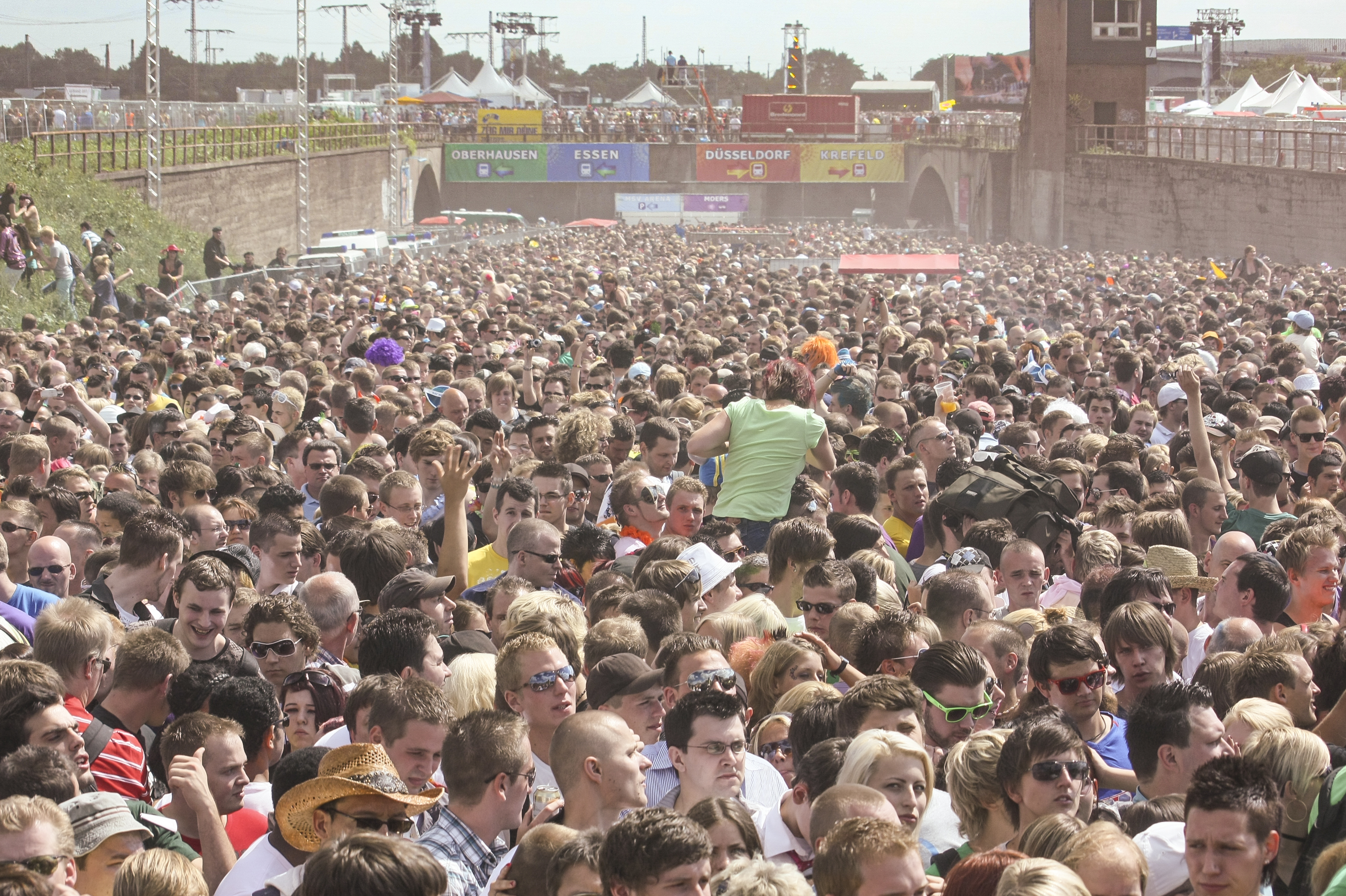
Widzowie 1,5 godziny przed tragedią

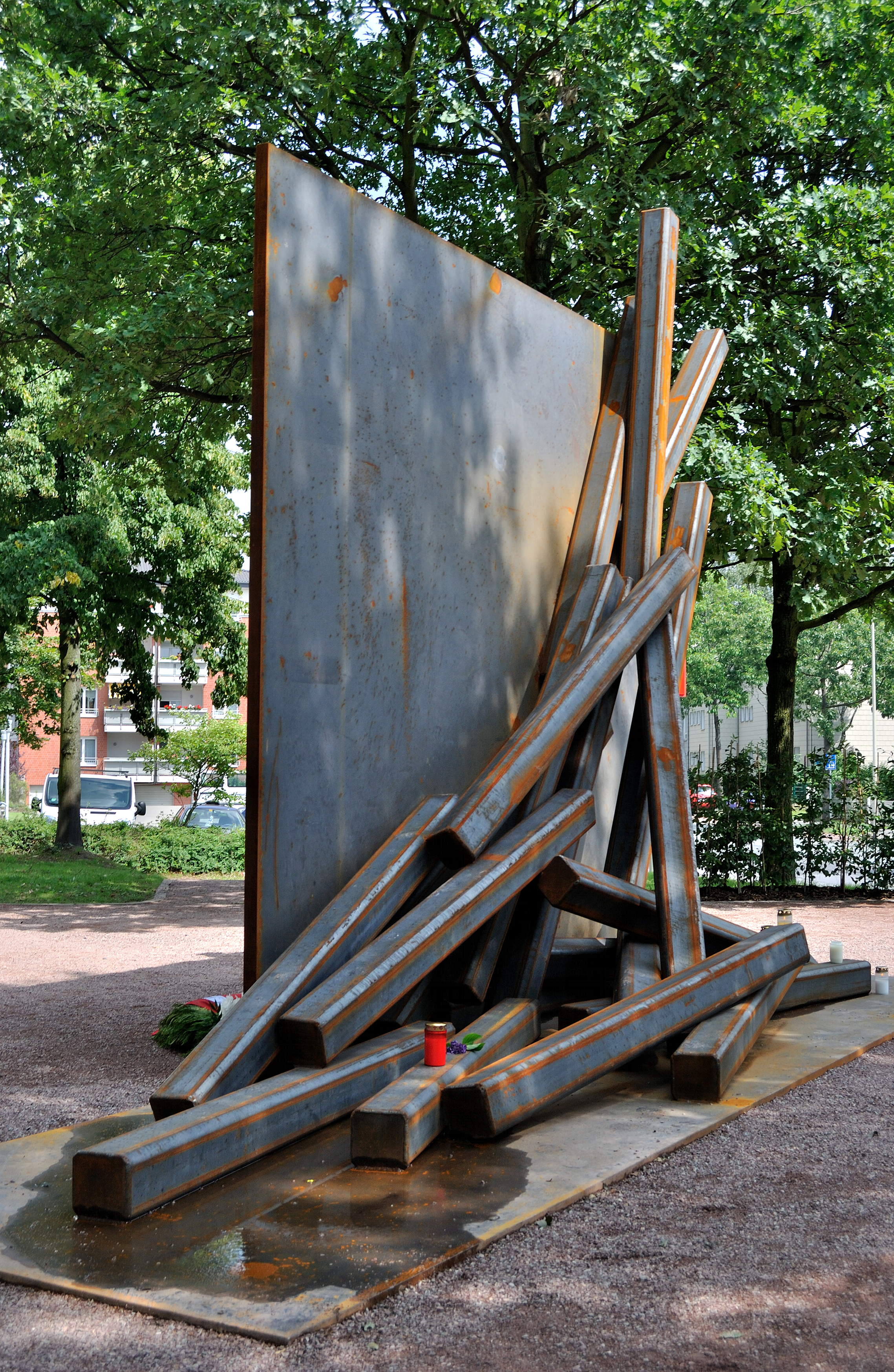
Pomnik upamiętniający tragedię

Do wybuchu paniki doszło około godziny 17:00 czasu lokalnego w tunelu w ciągu ulicy Karl-Lehr-Straße. Prowadził on do wejścia na teren festiwalu, który znajdował się przed dawnym dworcem towarowym w Duisburgu. Duży ścisk na placu przed główną sceną spowodował, iż wiele osób chciało go opuścić. W tym samym momencie z drugiej strony tunelu na imprezę próbowali się dostać pozostali widzowie. Tunel stanowił jedyne wejście i wyjście.
Wyjścia ewakuacyjne zainstalowane w tunelu były zablokowane.
Zdaniem organizatorów, na imprezie bawiło się 1,4 mln osób.
Prezydent Niemiec Christian Wulff powiedział, że „ból i cierpienie spowodowane podczas spokojnej uroczystości wesołych, młodych ludzi z wielu krajów jest straszne”.
Kilka miesięcy po tragedii na festiwalu trzech znanych na arenie klubowej DJ-ów: Armin van Buuren, Paul van Dyk oraz Paul Oakenfold nagrali wspólnie utwór Remember Love, który jest upamiętnieniem 21 ofiar tego festiwalu muzyki elektronicznej.
18 stycznia 2011 niemiecka prokuratura wszczęła śledztwo przeciwko 16 osobom w związku z tragicznymi wydarzeniami na Love Parade w Duisburgu.

## Obywatelstwo ofiar
| Kraj                 | Ofiary śmiertelne |
| -------------------- | ----------------- |
| Niemcy               | 14                |
| Hiszpania            | 2                 |
| Australia            | 1                 |
| Bośnia i Hercegowina | 1                 |
| Chiny                | 1                 |
| Holandia             | 1                 |
| Włochy               | 1                 |
| Razem                | 21                |

- Źródło[5]:.